# Mysmenopsis otonga
Espèce
Mysmenopsis otonga est une espèce d'araignées aranéomorphes de la famille des Mysmenidae.

## Distribution
Cette espèce est endémique de la province de Cotopaxi en Équateur,. Elle se rencontre dans la réserve biologique d'Otonga à 2 225 m d'altitude.

## Description
Le mâle holotype mesure 1,6 mm et la femelle paratype 1,9 mm.

## Éthologie
Cette araignée kleptoparasite se rencontre sur la toile de Linothele pukachumpi.

## Étymologie
Son nom d'espèce lui a été donné en référence au lieu de sa découverte, la réserve biologique d'Otonga.

## Publication originale
- Dupérré & Tapia, 2015 : Descriptions of four kleptoparasitic spiders of the genus Mysmenopsis (Araneae, Mysmenidae) and their potential host spider species in the genus Linothele (Araneae, Dipluridae) from Ecuador. Zootaxa, no 3972(3), p. 343-368.